# 巨人 (絵画)
『巨人』（きょじん、西: El Coloso, 英: The Colossus）は、スペインを代表する画家フランシスコ・デ・ゴヤの代表作とされる巨人をモチーフとする絵画である。ただし絵を所蔵するプラド美術館は2009年に、ゴヤの作品ではなく弟子（恐らくアセンシオ・フリア）が描いた作品だと発表した。スペイン語では『エル・コロソ』のほか『エル・ヒガンデ（巨人）』、『エル・パニコ（恐怖）』、『ラ・トルメンタ（嵐）』の名でも知られる。
この絵画は、キャンバス中央に巨人が絵の左側に向かって歩いていく様子が描かれている。山々は彼の脚部を太ももまで覆い隠し、雲が彼の体躯を取り巻いている。肩の高さで片方の拳を構えており、巨人は攻撃的な姿勢を取っているように見える。あらゆる方向に逃げる人々の群れと牛の群れを含む暗い谷が、絵画の下側3分の1を占めている。
この絵は1812年に、ゴヤの息子ハビエル・ゴヤの財物となった。後にペドロ・フェルナンデス・ドゥランの所有となったこの絵画は、彼の蒐集品としてマドリードのプラド美術館に遺贈され、1931年以降は同美術館に所蔵されている。

## 絵画の歴史

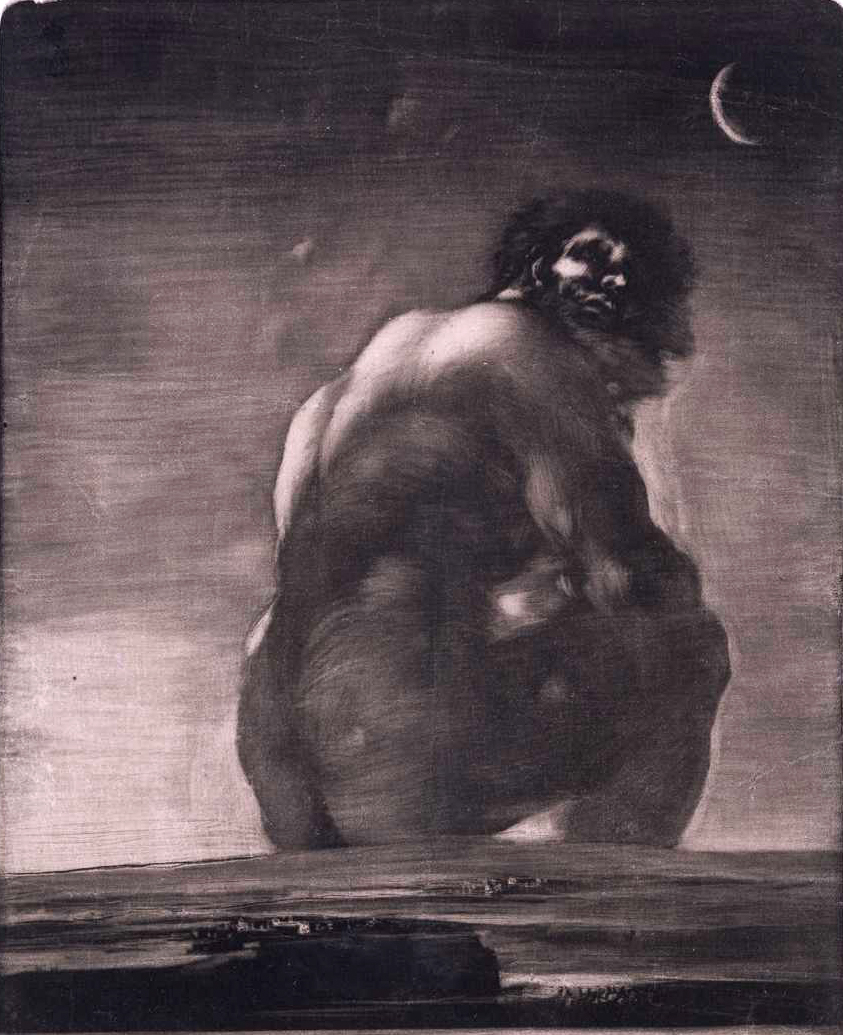
「巨人(The Giant)」または「巨人(The Colossus)」と呼ばれている作品（番号なしの版画、1814-1818年）。フランシスコ・デ・ゴヤによる焼き付けのアクアチントエッチングで、題名が挿入される版画の底部が削り取られている

ペドロ・フェルナンデス・ドゥランの遺産より寄贈された1931年、この絵画はプラド美術館のコレクションの一部となった。この絵画をゴヤのものとする最初の文書は1946年、ゴヤの妻ホセーファ・バイユー（1812年死去）の遺物目録をフランシスコ・ハビエ・サンチェス・カントンが公表した時に遡る。その目録には、X（Xavier Goya:ハビエル・ゴヤ）と18番で識別された、『巨人』と同寸法の「巨人(Giant)」という絵が記載されている。この絵はペドロ・フェルナンデス・ドゥランが死去した1833年に、彼がひ孫に残したものとして、ミゲル・フェルナンデス・ドゥラン・フェルナンデス・デ・ピネド・イ・バザロン（ペラレス侯爵）の所有権に引き継がれた。この絵は、パウラ・ベルナルド・デ・キロス（ペラレス侯爵夫人でペドロ・フェルナンデス・ドゥランの母）の公証された財産として、彼女の亡くなった1877年にリスト掲載されている。当時この絵画は次のように説明されている「独立戦争の間に起こった不幸の予言的寓意像、ゴヤのオリジナル、寸法1.15×1.[0]3（国際単位系）1500ペセタの価値がある」。
最近は『巨人』の著作に関する疑義が持ち上がったことで、プラドの展示「戦時中のゴヤ」からのお蔵入りが注目されている。中でも特に、展示会に含まれていた同テーマのゴヤのエッチング（展示カタログ28番）がどうなるかである。
「ゴヤの『巨人』に関する研究方法としての芸術的技法」（ゴヤ・ジャーナル№324）という記事にて、ヘスサ・ベガは「巨人(The Giant)」として知られるエッチング（マドリードのスペイン国立図書館に2つ目のコピーがある）と『巨人』の関係を以下の文言で評定した「巨人は、抵抗/防衛、誇りそして決起から、憂鬱への落ち込みへと移る、多くのスペイン人の気分を反映したもので、製作者によって共有された集団感情である 」。仮にこの絵が、半島戦争勃発の1808年から、ゴヤと息子ハビエル間で分けられた品物の中にその絵画があるとの記録が残されている1812年までの間に描かれたものであるなら、その版画は一連の『戦争の惨禍』のエッチングで使用されていた技法や素材からして、戦争終了後がオリジナル創作された日付となるべきであろう。

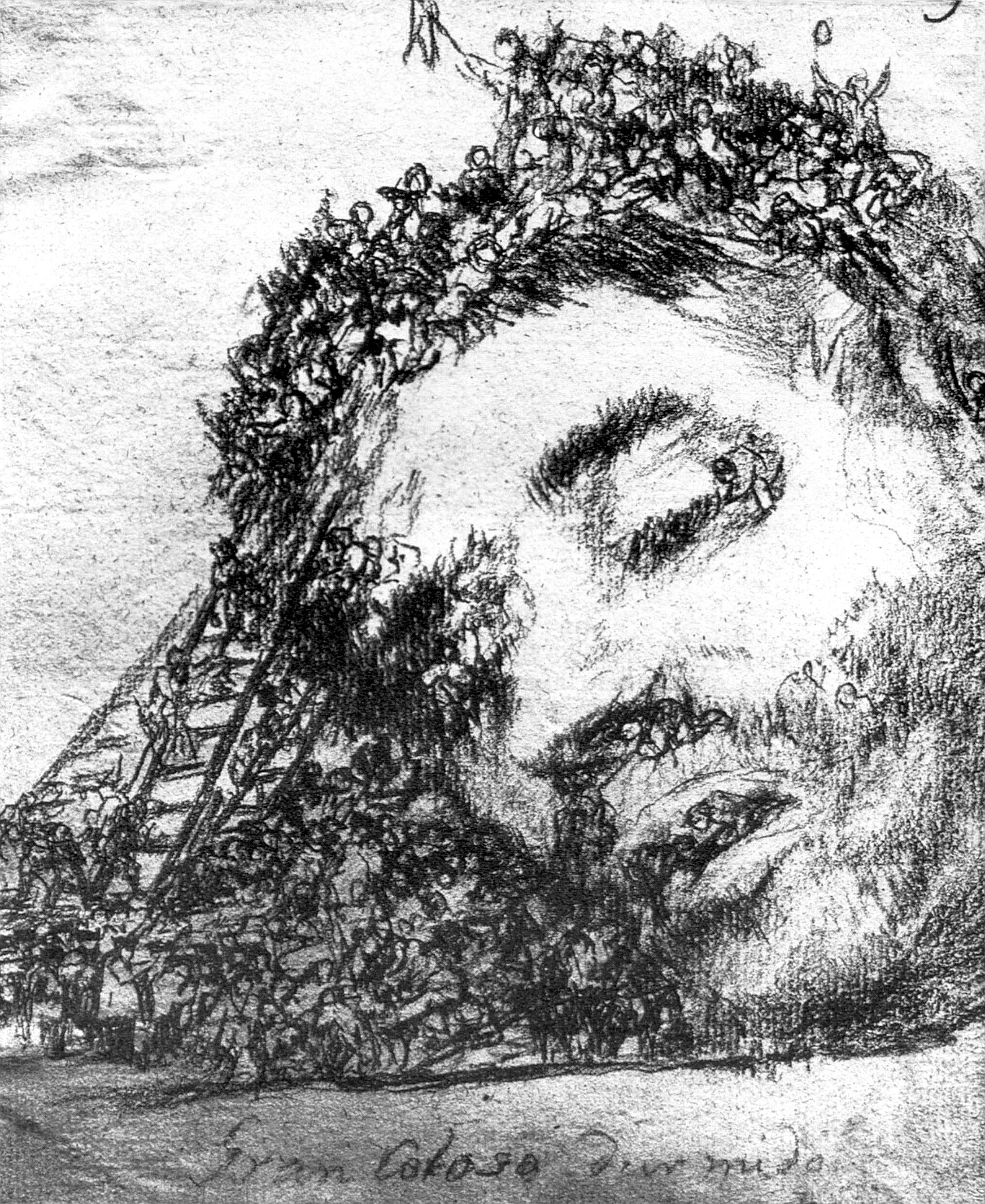
『Gran Coloso dormido（眠れる大巨人）』という題名の、ゴヤの手書き作品。鉛筆リトグラフ（1824-1828年）、旧ゲルステンベルク・コレクション（ベルリン）、エルミタージュ美術館（サンクトペテルブルク）

## 分析
巨人の大きな体躯が構図の中心を占めている。見える片腕と握った拳の位置のため、巨人はファイティングポーズを取っているようである。この絵は半島戦争中に描かれたので、同戦争の象徴的な表現となった。ナイジェル・グレンディニング（著名なゴヤ研究者、2013年没）は、この絵が1810年に出版された「ピレネー山脈住民の予言 (Pyrenean Prophecy)」と呼ばれるフアン・バウチスタ・アリアザによって書かれた愛国的な詩に基づいていると主張する。この詩は、ナポレオンの侵略に反抗するためピレネー山脈から生まれた巨人としてスペイン人を表現している。1836年にゴヤの息子所有が判明したゴヤの絵『ワシ』は、大きさと寓意的なキャラクターが『巨人』に似ている。これはゴヤが『巨人』に似たコンセプトの絵画を思いついた証拠だと、ナイジェル・グレンディニングは考えている。
巨人の姿勢は多くの解釈の対象となっている。歩いているのか両脚を開いて構えているのかは不明である。巨人の位置もまた曖昧で、山の背後にいるもしくは膝上まで埋まっている可能性もある（埋まっているパターンは、ゴヤの黒い絵で『棍棒での決闘』などの例に見られる）。また『我が子を食らうサトゥルヌス』においても主体の脚は不明瞭で、彼は足首まで埋まっているか、または恐らく盛り土の背後にいる。『犬』はスペイン語で時おり「Perro Semihundido（半ば埋められた犬）として言及される。一部の専門家は、巨人が目を閉じているように見えるのは、盲目な暴力思考を表現した可能性があると示唆している。
巨人のそそり立つ姿とは対照的に、谷にいる小さな生物はあらゆる方向に逃避している。唯一の例外はまだ立ち尽くしているロバであるが、この姿は戦争の恐ろしさの無理解を表現した可能性があるとフアン・J・ルナは示唆している。
この絵で使用されている技法は、元々ゴヤの家キンタ・デル・ソルドの壁に描かれていたゴヤの黒い絵で使用されたものと似ている。この絵の描画法についての遅い日付は、1812年の目録で言及された「The Colossus」が別の絵だと意味することを示唆している。しかし、ナイジェル・グレンディニングは後に、この絵の様式特徴にのみ基づいた議論をもってこれに反論している。グレンディニングが主張するには、『巨人』に見られる全ての様式特徴は1788年におけるゴヤの以前の絵画『サン・イシドロの牧草地』で既に存在している（とはいえ同程度ではない）、そこには速い筆さばきで描かれた小さい人物像が含まれている。1799年の『ロス・カプリーチョス』No. 3（ブギーマンがやって来た）とNo. 52（仕立屋にできること）は、ぞっとするような特大の人物をテーマにしている。ゴヤのスケッチブックにも「バルコニーにいる巨人の姿」「フードを被った巨人」「魔女の夢告知」（ガシェとウィルソン№s.625,633,638）など同様の描写が見つかっている。

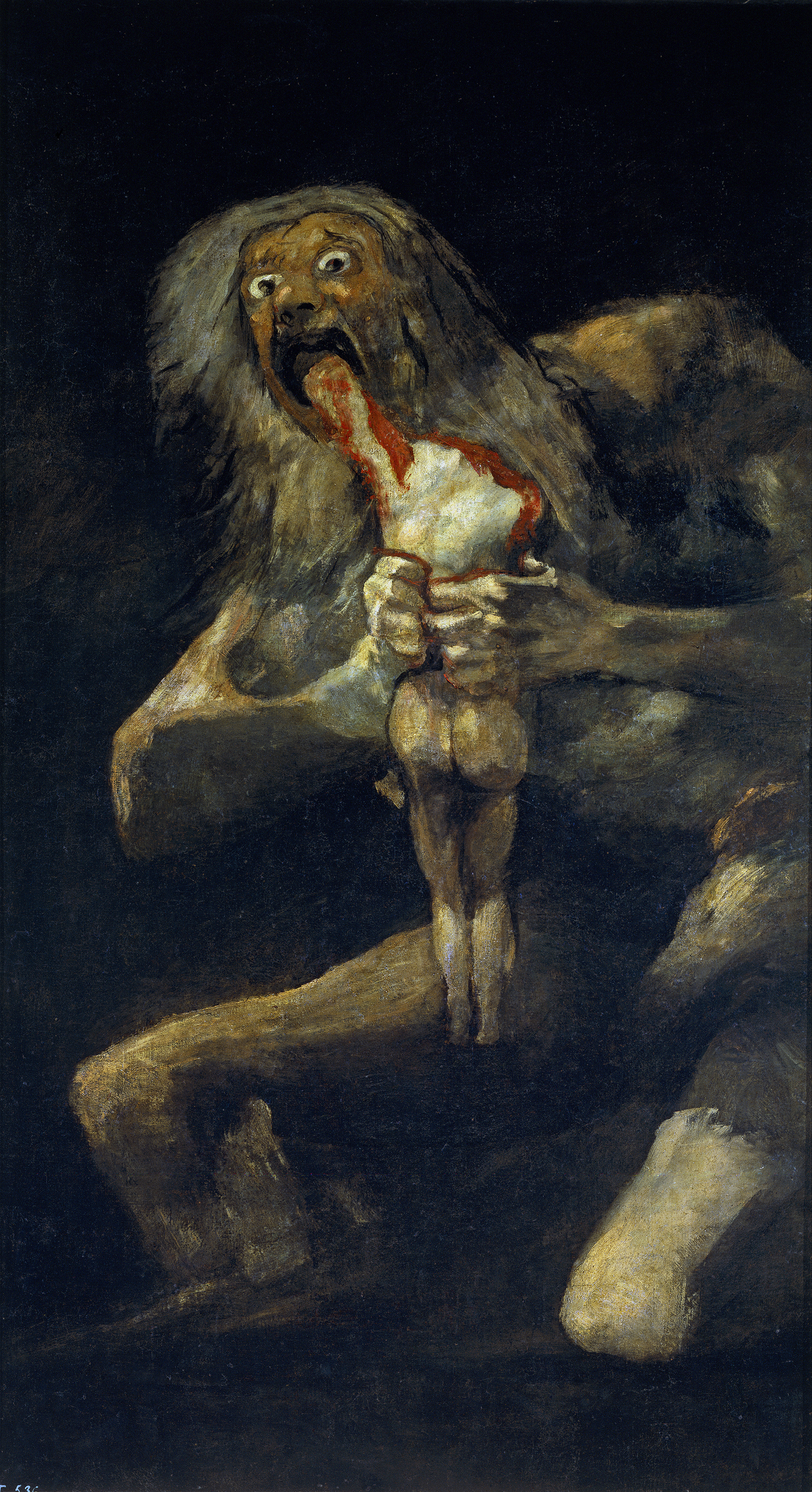
『我が子を食らうサトゥルヌス』、ゴヤによる黒い絵の1枚 (1819-1823年)

一連の並行テーマはまた『戦争の惨禍』や1814年から1818年にかけての同名の番号無し版画「巨人(giant)」にも存在する。 この絵では暗く寂れた風景の中に巨人が腰を下ろしており、上端の角に三日月がある。しかし、巨人の姿勢や夜の暗闇は侵略とは異なる孤独を表現しており、この絵や版画は戦争との関連が不明瞭である。この版画では巨人の目が閉じられているのかを確認することはできないが、何かを聞いているようである。つまり、この巨人は恐らく、1793年以降聴覚障害になったゴヤがやりたいと切望していたことを行っているのである。もしくは巨人の姿勢は恐らく、ろう者か盲目またはその両方の注意深い警戒態勢を反映している。
この油彩画が様式的に黒い絵と類似しているのは確実である。黒色が際立っており、色彩感触は最小限に抑えられ、へら作業が施され、テーマは初期ロマン主義の「シュトゥルム・ウント・ドラング」運動に属するドイツの特定作品に関連があるように見える。大衆の無秩序な逃避行動を引き起こすパニックの感情要素におけるゴヤの主眼は、また初期ロマン主義の芸術美を反映したものである。巨人の象徴する意味は、集団的意識や民族精神におけるアイデンティティー思考の具現化したものである。とりわけ、この意識は外部軍隊から来ていると思われる侵略時と結びつく。ドイツ観念論者のロマン主義で興ったこれらの思考は、19世紀初頭のヨーロッパで広く普及した。この時代の「ピレネー山脈住民の予言」などの愛国的な詩は、ゴヤを含め多くのスペイン人が暗記して知られており、 また彼は啓蒙思想の作家やプレロマン主義の思想家とも友人だった。

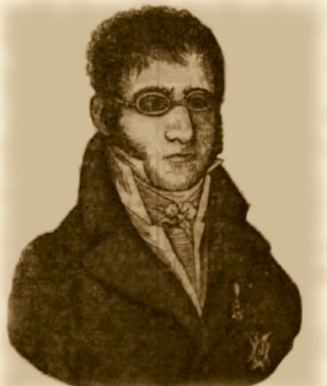
フアン・バウチスタ・アリアザ、恐らく『巨人』の絵が触発された出典「ピレネー山脈住民の予言」（1810年Poesías patrióticasにある）の著者

この絵画の意味するものに関しては他の解釈も提案されている。象徴に関しては、巨人が無能で傲慢なフェルナンド7世を表現し、山々が彼の傲慢さを強調するためにあると示唆されている。さらに、動かないロバは絶対君主制の恩恵を受けていて固執する（利権にしがみつく）貴族を表現したものとされる。この時期の風刺漫画における巨人描写や神話上の人物ヘラクレスの描写についての研究は、絵の中の巨人がナポレオン政権に反対するスペイン君主制を表現するものだと示唆している。X線分析を用いた巨人の姿勢の調査で、この姿はヘンドリック・ホルツィウスによるエッチングで表現されたファルネーゼのヘラクレスまたはフランシスコ・デ・スルバランが一連の『ヘラクレスの冒険』の中に描いた「スペインのヘラクレス」に似ていることが示された。
しかしながら、グレンディニングは巨人のアイデアが半島戦争の愛国的な詩に共通するものだと主張している。そのアイデアはスペイン黄金世紀にバロック様式劇場の寓意的な人物によって事前形成された（セルバンテスによる『ヌマンティア包囲戦』にはスペインがドウロ川との対話で表される一節が含まれる）もので、これら姿の多くは戦闘に巻き込まれた兵士に動機を与えるための神に祝福されし顕現（ムーア人との重要な戦いにおける聖ヤコブや聖ゲオルギオスなどの）とされる。似たような巨人は、マヌエル・ホセ・キンタナの愛国的な詩「スペインへ、3月革命の後」にも出てきて、この中で巨人は、フェルナンド3世、ゴンサロ・フェルナンデス・デ・コルドバ（エル・グラン・カピタン）、ロドリーゴ・ディアス・デ・ビバール（エル・シッド）といった、抵抗を促すスペインの英雄たちの登場の陰に隠れてしまう。クリストバル・デ・ベーニャによる詩ではハイメ1世の影が同様の目的で引き合いに出される。フランシスコ・マルティネス・デ・ラ・ローザの詩「サラゴサ」では、サラゴサ包囲戦のホセ・デ・パラフォクス将軍司令が前任者のロドリゴ・デ・レボレドによって激励されている。最終的に、ナバス・デ・トロサの戦いの勝利者アルフォンソ8世はフアン・バウチスタ・アリアザによって書かれたバイレンの戦いを称える讃美歌の中で語られている。

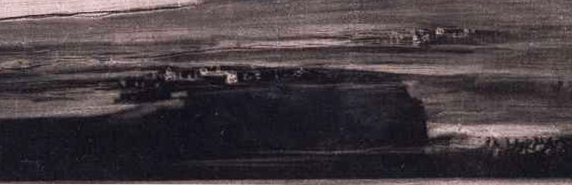
「巨人(Giant)」または「巨人(The Colossus)」と呼ばれる版画からの都市景観の詳細

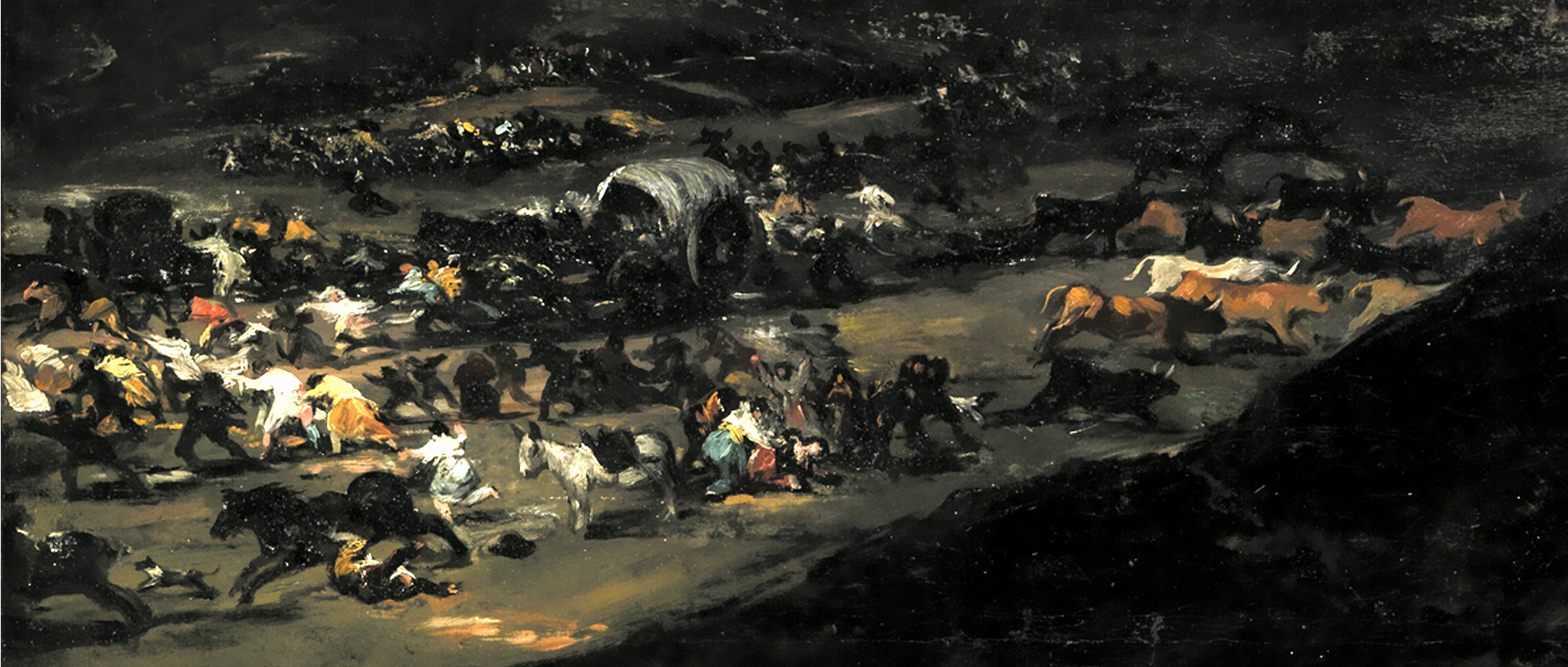
絵『巨人』の下部分の詳細。 人々と動物は様々な方向に逃げ去り、遠心的な線で迫力ある構成を形成している

上述したものが全てではなく、この絵にはまだ未知の要素がある。巨人が動いていく方向（もし動いているのなら）に関する説得力のある議論はなく、対峙している敵を見ることは不可能である。ただし、後者について一部の権威は、市民が逃げていく谷の向こう側にいる敵軍を山岳地帯が隠している可能性が高いと考えている。そのため、この絵画は恐らく、アリアザの詩に述べられているように、侵略してくるフランス軍と巨人で表現した防衛につくスペイン軍との間の対立を示すものであると主張されている。素手で武器を持たずに戦うという巨人の意志は、アリアザの詩「5月の神の記憶」でも記されており、それはスペインの英雄気質を強調したものである。巨人の勇壮さは残りの人々の恐怖とは対照的である、人々は様々な方向に逃げ散らばっており、時折立ち止まるのは倒れた人を助けるためだけ、またはラバの伝説的な頑固さのせいで一旦立ち止まっている。
構図の軸に関しては、群衆が逃げている方向をダイナミックに表現する多数のシグナルがあり、これは主に絵画の左下隅に向かいその先へと超える。右には牡牛の殺到によって描かれた別の反対軸がある。この動き全ての中に、倒れた人や困難状況にある誰かを助けようとする人物が若干いて、それはこの動きとは好対比に描かれ、混沌とした印象を強調している。巨人は山々によって前景から切り離されており、そのため奥行き感が出ている。それは向こう左を向いており、見物者からさらに離れた遠近感を生み出し、逃げる群衆の方向とは反対の対角線を形成している。
おそらく夕日を表している光の効果は、アリアザの詩で述べられているように、巨人の腰を取り巻く雲を囲んで目立たせている。
その腰を取り巻いて / 雲は西日によって赤に彩られた—フアン・バウチスタ・アリアザ「ピレネー山脈住民の予言」vv. 31-32.
この斜めの光が山頂によって遮られていて、不均衡かつ無秩序の感覚を増大している。その効果はルイス・デ・ゴンゴラの有名な「疑わしき日光」（ポリュペーモスとガラテイアの寓話v.72）に似ている。全ての事象が中心核に向かう求心的な構図とは違って、この絵では全ての動線が余白に向けた複数の経路へとイメージをばらけさせている。絵の中にいる人物の動きや行動に関しては、この絵は有機的な構成（この場合は遠心性）を有する多くのロマン主義的な絵の一例と考えることができる。これは新古典主義に見られる機械的な構成とは対照的であり、そこでは角度軸が絵画の内容によって形成され、画家の合理的な意思によって与えられる。

## 帰属

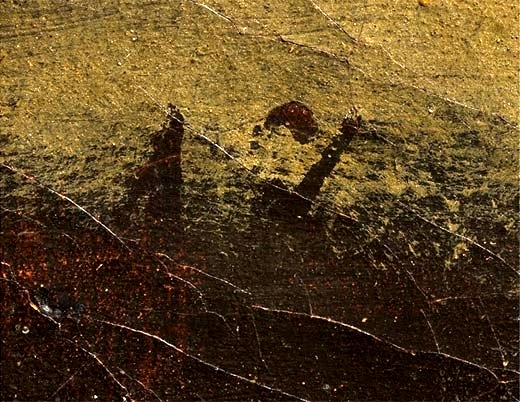
『巨人』絵の左下隅からのブラシストローク。これはナイジェル・グレンディニングが目録から2つの数字（17か18）だと識別したもの（ヘスサ・ベガは2012年の「『巨人』はゴヤによるもの」にて18と主張）で、マヌエラ・メナはこれをアセンシオ・フリアの頭文字(A. J.)と最初に識別した、しかしながら2009年1月に彼女はこれらのストロークがフリアのサインであると断言はしなかった。

2008年6月、18世紀絵画とゴヤのチーフキュレーターであるマヌエラ・メナを擁するプラド美術館は、その絵が「ほぼ完全確実に」ゴヤとは違っており、彼の友人で共同制作者でもあったアセンシオ・フリアの作品とするプレスリリースを発表した。2009年1月に行われた分析では、この絵がゴヤの弟子のうちの1人（確実にその人物がフリアだとは述べられなかったものの）の作品であることが結論付けられた。
ナイジェル・グレンディニングはこの絵がアセンシオ・フリアによって書かれたとする考えを否定し、メナの見解を支持する議論は「全く主観的」なもので、メナが「A.J」の署名だと主張するブラシストロークは実際にはこの絵画の古い写真に見られる目録番号176の最初の桁数字だと主張している。それはまた、これら古い写真の中にある別の数字18と見ることもできる。この数は画家の妻ホセーファ・バイユー死後の1812年に実施されたゴヤの作品目録にある絵画で使われた名前「巨人(Giant)」の説明で使われていた文章「18番のジャイアント」を示唆するものである。
2012年に、ヘスサ・ベガは「『巨人』はフランシスコ・デ・ゴヤによるものである」という題名の記事を発表し、ゴヤによって描かれた数字8の様々なストロークが『巨人』で見られるそれとどのくらい対応するかを彼女は示した。ベガは、この絵のゴヤ著作に最初の疑念を投げかけた基本的前提を拒否。そのうえで、彼女はプラドによって行われた研究の他の発見が全てゴヤによって描かれた絵だと示されたことを見せた。これらには、顔料や綴じ紐の分析、使用された芸術的技法の評価、絵画のテーマや構成を含んでおり、そしてゴヤの他作品「黒い絵」との類似性も含んでいた。
2009年に、美術史家のヴァレリアーノ・ボサルはメナのプレスリリースを見た後、「この報告は決定的なものではない」と述べた。そして彼は後にコンセンサスに達することを目的とする国際専門家の会議を開催しようとするも成し遂げられず、「ゴヤの著作権は、弱くて見当違いな証拠に基づいて削除されました。この絵画遺産は決定的な証拠もないのに台無しにされています」 と2010年6月に公言した。他にも学者、修復家、そしてプラドの元理事に、自分達はメナの仮説に同意しないと表明する者がいる。
この議論の一方で、マヌエラ・メナはA. J.の文字がアセンシオ・フリアの署名であること（この絵画がフリアへ帰属することを裏付ける主な論拠）を断定的に結論付けるのを拒んだ。2009年3月、ナイジェル・グレンディニングとヘスサ・ベガは学術誌『Goya』に「プラド美術館による『巨人』のリスト削除の試みは失敗したのか？」 と題する記事を発表し、彼らは記事内でメナのレポートでの方法論と議論に疑問を投げかけている。
要約すると、このレポートで提唱された『巨人』のリスト削除を支持する議論は、説得力がないだけでなく、作られたエラーと使用された詭弁のせいで最終的にはスキャンダルとなる。この形式の文書をプラドの保護下で公開することは、あたかもその機関が既にその結論を受け入れているかのようであり、社会が美術館に寄せる信頼に疑念を呼んでしまう深刻な間違いである。

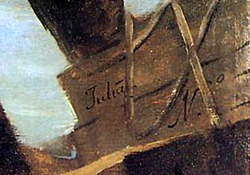
『El Náufrago（難破船）』にあるアセンシオ・フリアの署名

2001年以降、ジュリエット・ウィルソン＝ベローとマヌエラ・メナは、ゴヤの息子ハビエルがそれを描いたとの前提で、この絵画のゴヤ著作に疑問を抱いていた。さらに、彼女たちは『ボルドーの乳搾りの女』を弟子の女流画家ロサリオ・ウェイスによるものとしている。しかしながら、「1900年ゴヤ博覧会からの割り当て問題」と題された記事にて、ナイジェル・グレンディニングと当時のプラド美術館館長フェルナンド・チェカはこれらの主張を否定している。2004年、ナイジェル・グレンディニングはまた「ゴヤの『巨人』とその時代の愛国的な詩」と題する記事を発表し、絵に表現されている巨人に関するゴヤの思想と、ナポレオンのスペイン侵攻によって引き起こされた、戦争を生き延びた人達の中に強い愛国心を喚起する文学作品との間にある関係を確立した。もしも『巨人』が後に描かれたならばこの思想の連結は存在しなかったものであり、それはグレンディニングがウィルソン＝ベローとメナの仮説に反論するために使った論拠である。この仮説は、1812年に死去したゴヤの妻ホセーファ・バイユーの遺産目録からこの絵画を遠ざけようとした。その目録には『巨人』と同じ寸法の絵がリスト掲載してあって、「巨人(Giant)」と呼ばれるそれは伝統的に同じ絵画だと認識されてきた。
2009年7月、スペインの大学と多数のゴヤの専門家は、美術史研究における科学的手法の使用を守って『巨人』をゴヤ帰属にするという、ナイジェル・グレンディニングの宣言を支持して署名した。
絵を所有するプラド美術館は、2019年1月時点で『巨人』はゴヤの作品ではないという見解を崩していない。プラド公式ウェブサイトの『巨人』のページには、以下の説明が付されている。